# Mahjong
 Denne artikel omhandler det traditionelle spil for fire personer. Opslagsordet har også en anden betydning, se mahjong (flertydig).
Mahjong (eller májiàng (pinyin), flere andre stavemåder er almindelige) er et firpersonersspil af kinesisk oprindelse. Det spilles med ofte smukt dekorerede brikker der traditionelt er fremstillet af ben og bambus men også kan være af plastic.
Spillet har en vis (overfladisk) lighed med kortspillet rommy eller 500.

## Mahjongudstyr
Mahjong spilles normalt med 144 (136 hvis bonusbrikker ikke anvendes) brikker der typisk er lidt tykkere end dominobrikker.
Der er brikker med numeriske værdier fra 1 til 9 inden for tre kulører:
- Cirkler
- Bambus (eller pinde)
- Skrifttegn (også kaldet tegn, karakterer eller tal)

Hver brik forekommer i fire eksemplarer, så dette giver i alt 108 kulørbrikker.
Uden for kulørerne findes to grupper af såkaldte honnørbrikker: Drager og vinde. Der er tre slags drager, kaldet rød drage, hvid drage og grøn drage. Vindene er der fire af, repræsenterende verdenshjørnerne øst, syd, vest og nord. Med fire eksemplarer af hver brik giver det 28 honnørbrikker.
Endelig findes der i mange regelvarianter 8 særlige brikker der repræsenterer fire blomster og fire (tilhørende) årstider.
I afvigende regelvarianter (især amerikansk mahjong) bruger man særlige jokere der (som i kortspil) kan bruges som substitut for de andre brikker, men dette omtales ikke her.
Til spillet bruges også to terninger. Til at holde regnskab med scoren anvendes undertiden særlige pointpinde med forskellige værdier. Der kan også bruges møntlignende jetoner. Sommetider anvendes en øst-markør til at holde styr på hvis tur det er til at være giver.
Af andet mahjongudstyr kan nævnes særlige duge eller underlag til at spille på samt brik-skinner til at stille sine brikker på.

## Spillets forløb
De fire spillere starter med at blande alle brikkerne med bagsiden opad (det giver en larmende lyd som kinesere kalder spurvenes kvidren og associerer med spillets navn (folkeetymologi)). Så opbygges en kvadratisk mur af brikkerne, hvor hver side er 17 eller 18 brikker bred og to lag høj.
Spilleren der er giver i første runde (østenvindens runde) kaldes øst. Spilleren til højre for ham kaldes syd, ham til højre herfor vest, og den fjerde spiller kaldes nord. Bemærk at spillernes indbyrdes placering på denne måde er spejlvendt i forhold til hvad man vil forvente ud fra verdenshjørnerne! Øst afgør med terningeslag hvor muren skal brydes. Fra det pågældende sted trækker spillerne efter tur en hånd bestående af 13 brikker ind; øst (starteren) dog 14 brikker.
En hånd består altid af 13 brikker (dog 14 når man har tur eller har vundet).
Det egentlige spil kan nu begynde. Initiativet går på tur mod uret. I hver tur trækker spilleren en brik fra muren af brikker der endnu ikke har været i brug, og kaster dernæst en brik bort (afsmid).
Hvis den brik man trækker, er en blomst eller en årstid, lægges den straks til side (for at give point til sidst hvis man vinder hånden), og en erstatningsbrik trækkes (fra bagenden af muren).
Formålet er at samle en hånd hvor alle brikker passer sammen i særlige kombinationer (sæt).

### Chow, pung, kong, mahjong!
Der findes flere slags sæt:
- Chow – en chow er et sæt der består af tre brikker i samme kulør som kommer i numerisk rækkefølge. For eksempel 3, 4 og 5 i cirkler. Eller 7, 8 og 9 i skrifttegn.

Bemærk at drager og vinde (honnører) ikke kan indgå i en chow da de ikke har nogen numerisk værdi. Læg også mærke til at det er særligt svært at anvende 1'ere eller 9'ere til en chow; det er fordi deres yderplacering i kuløren gør at de kun har ét nabotal hver.
Drager, vinde, 1'ere og 9'ere kaldes med en fællesbetegnelse officerer.
En chow består altid af tre og kun tre brikker.
Hvis en spiller ved begyndelsen af sin tur kan bruge den netop afsmidte brik til at færdiggøre en chow, er det tilladt at råbe "Chow!" for at få denne brik. Spilleren skal da afsløre de to øvrige brikker fra sin hånd. Det færdige sæt (chow'en) lægges så frem foran spilleren på bordet.
Den næste type sæt vi skal beskrive, er en pung:
- Pung – en pung er et sæt der består af tre identiske brikker. For eksempel tre eksemplarer af brikken 2 bambus. Eller tre eksemplarer af brikken syd (søndenvind).

Det bemærkes at både kulør- og honnørbrikker kan anvendes til en pung.
Hvis en spiller på et hvilket som helst tidspunkt i spillet (det behøver ikke at være i spillerens egen tur) kan bruge en netop afsmidt brik til at færdiggøre en pung, må han erklære "Pung!". Han viser da de to brikker fra sin hånd der er magen til, og må så tage den netop afsmidte brik. Den færdige pung lægges da frem på bordet foran spilleren. Turen fortsætter nu fra denne spiller (der kan være andre spillere der på den måde bliver sprunget over).
Pung og kong (se næste afsnit) i honnørbrikker tæller ekstra, og egen vind og rundens vind tæller yderligere ekstra.
Husk at der er fire eksemplarer af hver brik. Det er derfor muligt at få:
- Kong – en kong er et sæt der består af fire identiske brikker. Så snart en spiller har erklæret en kong, skal han tage en ekstrabrik (normalt fra bagenden af muren).

En kong tæller kun som ét sæt, men da den består af fire brikker i stedet for tre, er det nødvendigt med ekstrabrikken for at have brikker nok til en vinderhånd.
En kong kan opstå på tre måder. 1. Hvis en spiller allerede har råbt "Pung!" tidligere men nu har endnu et eksemplar af den pågældende brik, kan han udvide sin pung til en kong. Dette skal ske under spillerens tur. Han afslører da den fjerde brik, lægger den frem på bordet til de andre tre, og tager sin ekstrabrik. 2. Hvis en spiller sidder med tre ens (men uafslørede) brikker på hånden, og en anden spiller afsmider den fjerde brik, kan spilleren råbe "Kong!" og således sikre sig fjerdebrikken. Kong'en lægges frem. Han tager så sin ekstrabrik, og turen fortsætter nu fra denne spiller (der kan være andre spillere der på den måde bliver sprunget over). 3. Hvis en spiller sidder med fire identiske brikker (har trukket alle fire selv), kan vedkommende lave en skjult kong ved at erklære at han har de fire ens. Dette skal ske under spillerens tur. De fire brikker lægges til side (i nogle regler skal de øvrige spillere se dem, i andre ikke). Spilleren tager sin ekstrabrik og fortsætter.

### Åbne sæt og skjulte sæt
En åben chow, en åben pung eller en åben kong er et sæt som spilleren har færdiggjort ved at kræve en anden spillers afsmid. Et sådant sæt ligger synligt fremme på bordet. De åbne sæt er "låst" og kan ikke senere ændres eller fortrydes af spilleren.
En skjult chow, en skjult pung eller en skjult kong er et sæt som spilleren selv har trukket alle brikker til, uden hjælp fra andre. En skjult chow eller en skjult pung skal ikke erklæres. Spilleren beholder brikkerne på hånden, og de andre spillere kan ikke vide at sættene er færdiggjort. Spilleren kan senere opgive disse skjulte sæt for at bruge brikkerne på en anden vis. Dog skal en skjult kong erklæres; det skyldes at spilleren har brug for sin ekstrabrik fordi kong-sættet består af fire i stedet for tre brikker.

### Vinderhånd
En vinderhånd består af fire sæt og et par. Her er et par simpelthen:
- Par – et par er to identiske brikker. Et par er ikke et sæt.

Bemærk at en vinderhånd består af 14 brikker (hvis der indgår kong'er tæller hver af dem dog kun for tre brikker selvom der faktisk er fire i sættet). En vinderhånd kan opnås på to måder:
1. Selvtræk – spilleren trækker den fjortende brik som en del af sin tur. Spilleren erklærer da "Mahjong!" eller "Selvtræk!" (japansk: Tsumo!), viser sin hånd, og har vundet hånden. Alle spillere betaler til vinderen.
2. Fodring – spilleren sidder med 13 brikker der passer sammen da en af de andre spillere afsmider en brik som han kan bruge til at færdiggøre vinderhånden. Den heldige spiller skal da råbe "Mahjong!". Det kan ske uanset om det er et sæt eller parret som færdiggøres. Den uheldige spiller der smed den manglende brik, siges at have fodret vinderen. Fodreren skal betale størstedelen eller hele gevinsten til vinderen.

Når pointene er opgjort, blandes alle brikker igen, og der bygges en ny mur. Hvis ikke den nuværenrende øst har erklæret "Mahjong", overgår rollen som øst (giver) til spilleren til højre for den gamle øst. Når alle har været øst, starter søndenvindens runde, hvor pung og kong i søndenvinde giver ekstra points, etc.
En hånd kan også slutte uafgjort ved at muren løber tør for brikker uden at nogen spiller har erklæret en vinderhånd.

## Point og regelvarianter
Præcis hvor mange point vinderen skal have, afhænger af hvilken variant af reglerne der anvendes. Generelt kan det siges at særligt sjældne og "smukke" kombinationer af sæt giver flest point. Det vil føre for vidt at komme ind på de detaljerede regler for pointgivning her, men vi kan give nogle eksempler:
- En ren hånd (eller en flush-hånd) er en hånd hvor alle sættene og parret kommer fra samme kulør idet de to andre kulører undgås. Hvis honnørerne ligeledes undgås, gives der flere point.
- En pung-hånd er en hånd hvor alle fire sæt er pung'er (eller kong'er) således at chow'er undgås.
- En stribe-hånd (straight-hånd) er en hånd hvor tre af sættene er chow'erne 1-2-3, 4-5-6 og 7-8-9 i samme kulør. I nogle regler findes også blandede striber (så er de tre chow'er i hver sin kulør).
- En skjult hånd er en hånd hvor alle sæt (evt. på nær det sæt man vinder på) er skjulte sæt.
- Syv par er en "specialhånd" (irregulær hånd) der ikke som almindelige vinderhænder består af fire sæt og ét par, men altså af syv par.
- Store vindhånd er en hånd hvor alle fire sæt er pung'er i vinde. Dette giver rigtig mange point!

Dette er kun et lille indblik i hvilke kombinationer og mønstre der kan give point. Som eksempel kan det nævnes at der i de officielle turneringsregler fra Kina er 81 typer af hænder der giver point.
Her er nogle få eksempler på regelsystemer:
- Klassisk kinesisk – også kendt som Millington-regler på grund af en populær bog (link) om disse regler af A.D. Millington.
- Japansk – også kaldet riichi-regler. En særlig variant fra Japan som giver et meget defensivt spil. Når en spiller kun mangler én brik for at vinde, tillader en særlig regel denne spiller at satse 1000 point på at han vil vinde. Dette kaldes en riichi-melding (eller en klar-melding).
- Officielle kinesiske regler – også kendt som de internationale turneringsregler. Et særligt standardiseret regelsæt udviklet af Folkerepublikken Kinas sports-kommission.
- Amerikanske regelsæt – i USA spilles med nogle atypiske regler som ændres én gang årligt(!). Afviger meget fra traditionel mahjong.

Af mere eksotiske regelsæt kan nævnes taiwanesisk mahjong, vietnamesisk mahjong og filippinsk mahjong der adskiller sig fra det ovenfra beskrevne ved antallet af brikker på hånden og/eller brugen af jokerbrikker.

## Krævede færdigheder
Vigtige evner i mahjong er mønstergenkendelse og intuition for sandsynligheder. Bluff spiller også en vis rolle for erfarne spillere.
Selvom der indgår tilfældigheder i spillet (brikkerne blandes tilfældigt), er der på ingen måde tale om et hasardspil: Dygtige spillere klarer sig bedre end dårlige i det lange løb.

## Symbolik og folketro
Megen symbolik og folketro er forbundet med de forskellige elementer i spillet, især i Asien.

## Spillets udbredelse og mahjongkultur
Mahjong er især udbredt i Fjernøsten. Spillet er som nævnt opstået i Kina, og herfra har det bredt sig til andre områder.
I 1920'erne opnåede spillet høj popularitet i Vesten (Europa og USA). Der var dog til dels tale om et modefænomen, for med tiden faldt interessen for spillet igen. I den senere tid er spillet dog igen blevet populært i Vesten. I Europa afholdtes 2005 de første officielle, åbne europamesterskaber.
Men spillet er fortsat mest populært i Asien. Her er det ikke ualmindeligt at spille om penge (ligesom poker i Vesten), altså et gambling-spil.
I Folkerepublikken Kina var mahjong en tid ugleset af myndighederne på grund af sin gambling-natur. Men i 1998 blev mahjong anerkendt som den 255. officielle sportsgren i Kina. De i den anledning udviklede regler er ved at blive standard i internationale turneringer.
I Hongkong har spillet hele tiden været meget populært. Her udkommer til både børn og voksne særlige spillefilm og anden fiktion der har mahjong som hovedtema. Som så meget andet af den hongkongske kultur finder dette dog kun sjældent vej til Danmark.
I Japan har turneringer stor bevågenhed, og der er japanere der ernærer sig alene som professionelle mahjongspillere.